# Падение Кондора
«Паде́ние Ко́ндора» — фильм чилийского кинорежиссёра Себастьяна Аларкона, снятый в жанрах социальной драмы и политического детектива на базе киностудии Мосфильм (СССР) в 1982 году. Картина создана на основе оригинального сценария Себастьяна Аларкона в соавторстве с Владимиром Амлинским и, используя художественный вымысел, рассказывает о событиях и настроениях начала 1970-х годов в Чили.

## Сюжет
Действие происходит в вымышленном латиноамериканском государстве, у власти в котором стоит проамериканский  военный диктатор (характер ландшафта, растительности, типы военной формы и используемого оружия — прямая аллюзия на Чили начала 1970-х годов). Диктатор (Юрский), проделавший долгий путь от мясника до предводителя хунты, уже давно утратил доверие народа и постепенно теряет веру в себя. Он одинок. Его монологи о власти и собственной значимости перед одним из охранников Мануэлем (Леонов-Гладышев) адресованы самому себе. Мануэль, как и диктатор в прошлом, — выходец из небогатого сословия. Он верит диктатору, верит в возможность своей карьеры, ради которой совершает один безнравственный поступок за другим. Но когда военные теряют власть под напором народного восстания, так же беспринципно и легко предаёт диктатора и убивает его.

## В ролях
| Актёр                   | Роль                  |
| ----------------------- | --------------------- |
| Евгений Леонов-Гладышев | Мануэль               |
| Сергей Юрский           | диктатор              |
| Светлана Тома           | Мария                 |
| Григорий Лямпе          | Майкл Бартонер        |
| Александр Пашутин       | адъютант диктатора    |
| Леван Пилпани           | Франциско, скульптор  |
| Константин Титов        | сельский священник    |
| Борислав Брондуков      | «голубой» в ресторане |
| Эве Киви                | любовница диктатора   |
| Сергей Газаров          | солдат-шофёр          |